# Folchetto di Marsiglia
Folchetto da Marsiglia, anche noto come Folco di Tolosa (in occitano: Folquet de Marselha) (Marsiglia, 1155 circa – 1231), è stato un vescovo cattolico e trovatore occitano ed è venerato come beato dai Cistercensi.

## Biografia
Nasce da una famiglia genovese stabilitasi a Marsiglia. Dopo essere stato mercante e trovatore, divenne monaco dell'Ordine Cistercense, poi infine vescovo di Tolosa. Tra i grandi trovatori, è il solo che ricopre il ruolo di traditore, a causa della sua adesione alla crociata di Simone IV di Montfort contro gli eretici Albigesi.

## Opera
È un grande trovatore, dall'opera potente, riconosciuta nelle corti di Barcellona, Tolosa e Provenza, quando il suo amore non corrisposto per Eudoxie de Montpellier lo porterà a farsi monaco con l'intenzione di ritirarsi dal mondo, nel 1195, data del suo ultimo poema. Nel 1201 viene nominato abate dell'Abbazia di Thoronet; poi vescovo di Tolosa dal 1205 fino alla sua morte. È il solo sostegno che i legati pontifici trovano fra i chierici e gli aristocratici del Midi durante la terribile repressione degli Albigesi, il ramo provenzale dei Catari.
In seguito, il suo personaggio con tutto il suo paradosso di grande poeta che ha tradito, a causa di una delusione d'amore per una dama, verrà rievocato nelle poesie d'amor cortese che continuano a comporre i trovatori nel corso del XIII secolo, che segna la fine della cultura del Midi, aventi per tema la follia amorosa e gli accordi e le discordanze tra forma poetica e condotta morale.
Con San Domenico lottò contro l'eresia catara e assistette alla fondazione dei primi monasteri del futuro Ordine domenicano, compreso quello di Prouille. Nel 1229 fu fra i fondatori dell'Università medievale di Tolosa.
È venerato come beato, con ricorrenza il 25 dicembre.

## Nella letteratura
È il secondo personaggio incontrato da Dante nel Canto IX del Paradiso, dove viene presentato come  beato in paradiso sebbene influenzato in eta' giovanile da Venere, in quanto la prima parte della sua vita la trascorse come poeta d'amore. A lui viene fatta pronunciare una dura invettiva contro la corruzione della Chiesa - i cui pastori fatti lupi sono corrotti dai fiorini - conclusa con l'annuncio profetico di una scacciata di questi avvoltoi da Roma.

## Genealogia episcopale
La genealogia episcopale è:
- Arcivescovo Michel de Mouriès
- Vescovo Folchetto di Marsiglia, O. Cist.